# Ismaël Ankobo
Ismaël Ankobo, né le 13 octobre 1997 à Brazzaville, est un footballeur international congolais, évoluant au poste d'attaquant.

## Biographie

### En équipe nationale
Il reçoit sa première sélection en équipe du Congo le 4 septembre 2016, contre la Guinée-Bissau. Ce match gagné 1-0 rentre dans le cadre des éliminatoires de la Coupe d'Afrique des nations 2017.